# جیم الچین
جیم الچین (انگلیسی: Jim Allchin؛ زادهٔ ۱۹۵۱ (۷۳–۷۴ سال)) یک موسیقی‌دان اهل ایالات متحده آمریکا است.